# ريكي هاريس (لاعب كرة قدم)
ريكي هاريس هو لاعب كرة قدم كندي في مركز الهجوم، ولد في 4 فبراير 1985 في كندا. لعب مع نادي غيلانغ إنترناشونال.

## وصلات خارجية
- ريكي هاريس (لاعب كرة قدم) على موقع Soccerway.com (الإنجليزية)